# Nenukleofilní zásady
Nenukleofilní zásada je stericky stíněná organická zásada , která je slabým nukleofilem. Běžné zásady jsou také nukleofilní, ovšem často je nutné použití sloučeniny, která odštěpuje protony a nevyvolává jiné reakce. Nenukleofilní zásady mají obvykle navázány funkční skupiny se silnými sterickými efekty, které neumožňují alkylace a komplexace, ale nebrání navazování protonů.

## Příklady
Jako středně silná nenukleofilní zásada může fungovat mnoho aminů a dusíkatých heterocyklů- Jejich konjugované kyseliny mívají pKas přibližně 10–13:
- N,N-diisopropylethylamin (DIPEA, také nazýván Hünigova záasada[1])
- 1,8-diazabicyklo[5.4.0]undec-7-en (DBU) - vhodný pro E2 eliminační reakce, pKa konjugované kyseliny je 13,5
- 1,5-diazabicyklo[4.3.0]non-5-en (DBN) - podobný DBU
- 2,6-di-terc-butylpyridin, slabá zásada[2] pKa = 3,58
- Fosfazeny, například t-Bu-P4[3]

Silnými nenukleofilními zásadami jsou obvykle anionty. Jejich konjugované kyseliny mívají pKa okolo 35–40.
- Diisopropylamid lithný (LDA), pKa = 36
- Křemíkové amidy, například bis(trimethylsilyl)amid sodný a draselný (NaHMDS a KHMDS)
- Tetramethylpiperidid lithný (LiTMP)

K silným nenukleofilním zásadám patří také hydrid sodný a hydrid draselný. Jedná se o nerozpustné sloučeniny, které působí prostřednictvím povrchových reakcí.
Některé silně zásadité sloučeniny (s pKa konjugovaných kyselin kolem 17) vykazují mírnou, ale ne zanedbatelnou nukleofilitu. Patří sem mimo jiné terc-butoxid sodný a draselný.

## Reakce
Na následujícím obrázku je znázorněno použití diisopropylamidu lithného na deprotonaci esteru na enolát během Claisenovy kondenzace, namísto vstupu do nukleofilní substituce.
Tato reakce je častým způsobem přípravy enolátů.